# In a Silent Way
Pour l’article homonyme, voir In a Silent Way (film).
Albums de Miles Davis
Filles de Kilimanjaro
(1968) Bitches Brew
(1970)
In a Silent Way (1969) est un album du compositeur et trompettiste de jazz américain Miles Davis.

## Historique
Malgré le calme envoûtement de ses tempos, In a Silent Way a une portée révolutionnaire dans l'histoire du jazz : il introduit et popularise un nouveau style, le jazz fusion (aussi appelé jazz-rock ou jazz électrique), que Miles affinera dans son album suivant, Bitches Brew (1970).
La version originale est un disque LP constitué de quatre compositions organisées en deux longues suites, une sur chaque face. Miles Davis, comme à son habitude, s'est entouré de jeunes et brillants musiciens qui, plus tard, continueront leur carrière dans la même veine.
Si l'on compare ce groupe à celui qui s'affichait sur l'album précédent, on note l'arrivée du bassiste Dave Holland (en remplacement de Ron Carter) et surtout la participation de John McLaughlin et Joe Zawinul, dont la guitare et les claviers électriques donnent à l'album sa sonorité caractéristique et visionnaire. Joe Zawinul signe le titre qui donne son nom à l'album, In a Silent Way.
In a Silent Way est aussi le premier disque de Miles Davis où le producteur, Teo Macero, prend une place artistique importante, en dirigeant un savant collage et mixage d'extraits des prises originales (on entend clairement un point de montage, par exemple, sur le titre In a Silent Way, à 9 min 10 s)
« Macero : L'une des rares fois où Miles (Davis) est venu au studio, c'était pour In a Silent Way. Je lui ai téléphoné et je lui ai dit: Écoute, j'ai tout monté, j'ai mixé deux caisses de bandes - à peu près quinze ou vingt bobines par caisses -, je peux faire les coupures, je peux faire le montage... (Imitant Miles:) J'arrive. Je serai là. ».

## Citation
« John McLaughlin n'est guère rassuré lorsque est abordé en studio In A Silent Way, de Joe Zawinul. Miles trouve le morceau trop chargé et décide de tout jouer sur un accord pédale de mi majeur en confiant le premier exposé à la guitare. Il glisse à John McLaughlin : Joue-le comme si tu ne savais pas jouer. Tremblant de peur, observant Miles qui l'encourage du regard, le guitariste plaque alors le premier accord qu'apprend à jouer tout débutant, un mi majeur en première position avec cordes à vide. Partant de cet arpège, il égrène prudemment les notes de la mélodie, sans savoir que les bandes tournent déjà. Ainsi naquit l'ouverture rubato de In A Silent Way, frissonnante d'innocence et de dépouillement. »

— Franck Bergerot, Miles Davis, Introduction au jazz moderne, Seuil, 1996, p.169.
L'anecdote est à prendre avec prudence. Une première prise du morceau avait été faite où in a silent way était joué sur un rythme de bossa nova.

## Distinction
En 2001, l'album reçoit le Grammy Hall of Fame Award.

## Titres de l’album
1. Shhh/Peaceful (Miles Davis) – 18:16
  - Shhh – 6:14
  - Peaceful – 5:42
  - Shhh – 6:20
2. In a Silent Way/It's About That Time (Joe Zawinul, Miles Davis) – 19:52
  - In a Silent Way (Joe Zawinul) – 4:11
  - It's About That Time (Miles Davis) – 11:27
  - In a Silent Way (Joe Zawinul) – 4:14

## Musiciens
- Miles Davis - trompette
- Wayne Shorter – saxophone soprano
- John McLaughlin – guitare électrique
- Herbie Hancock – piano électrique
- Chick Corea - piano électrique
- Joe Zawinul - orgue et piano électrique
- Dave Holland - contrebasse
- Tony Williams - batterie

## Détails du mixage
La version éditée sur l'album original de Shhh/Peaceful provient du montage d'extraits de la prise originale comme suit :
- LP 0:00-0:07 = master 12:21-12:28
- LP 0:07-5:56 = master 13:16-19:17
- LP 5:56-6:15 = master 0:24-0:42
- LP 6:15-9:09 = master 4:41-6:59 + 7:02-7:44
- LP 9:10-10:44 = master 8:41-10:14
- LP 10:44-12:04 = master 11:07-12:28
- LP 12:04-18:16 = master 13:17-19:12

La version éditée de In a Silent Way/It's About That Time est un montage d'extraits des prises originales comme suit :
- LP 0:00-4:11 = In a Silent Way
- LP 4:11-4:57 = It's About That Time 9:37-10:23
- LP 4:57-7:32 = It's About That Time 0:22-2:58
- LP 7:32-9:09 = It's About That Time 3:15-4:53
- LP 9:09-15:38 = It's About That Time 4:54-11:25
- LP 15:38-19:51 = In a Silent Way

On peut entendre les prises originales dans le coffret The Complete In a Silent Way Sessions (2001).

## Production
- Teo Macero